# 莎拉塔·菲力波維克
莎拉塔·菲力波維克（Zlata Filipović，1980年12月3日—）是一名波士尼亞－愛爾蘭日記作家。1991年至1993年，她在波士尼亞戰爭期間居住在塞拉耶佛時完成日記，之後以《莎拉塔的圍城日記：塞拉耶佛烽火錄》（Zlata's Diary: A Child's Life in Sarajevo）出版。
她和家人在波士尼亞戰爭中倖免於難，並移居巴黎，並在那裡生活了一年。莎拉塔·菲力波維克曾就讀都柏林高級中學聖安德魯學院，並於2001年畢業於牛津大學，獲得人文科學學士學位。她自1995年起居住在愛爾蘭都柏林。

## 外部連結
- 莎拉塔·菲力波維克在互联网电影资料库（IMDb）上的資料（英文）
- Interview with Zlata Filipovic （页面存档备份，存于）, motherdaughterbookclub.com, February 2010; accessed 7 March 2016.
- Zlata Filipović interview （页面存档备份，存于） on the Charlie Rose show, 7 March 1994
- Le Journal De Zlata （页面存档备份，存于） from Zone Libre, radio-canada.ca, 19 December 2003. （法語）